# روستای اسبچین
روستای اسبچین یک روستای کهن، پرجمعیت و آباد در غرب استان مازندران است. این روستا در فاصله ۵ کیلومتری شرق شهرستان تازه استقلال یافته عباس آباد و در چهار کیلومتری غرب سلمانشهر ( متل قو) قرار دارد. این روستا از شمال به دریاچه خزر و از شرق با روستاهای مهاجرنشین تازه آباد، سلامت سرا، بکل (bokol) همجوار است.
همچنین روستای اسبچین از غرب با روستای کرکاس و از جنوب با روستای طالش خیل و خشکلا هم‌مرز است. این روستا بخشی از دهستان تاریخی لنگا است که لنگا نیز قدمتی طولانی دارد. درخصوص روستای اسبچین باید گفت: در زمانهای دور این روستا بدلیل قرار گرفتن در مرز گیلان و مازندران از موقعیت خاص نظامی برخوردار بوده است. 

## جمعیت
پیرامون جمعیت روستای اسبچین نیز باید گفت: «براساس نتایج سرشماری عمومی نفوس و مسکن سال ۱۳۵۵ جمیعت این روستا برابر با ۸۴۸ نفر عنوان شد». باید خاطرنشان کرد که در آن زمان فعالیت اقتصادی اغلب مردم روستا، همانند سایر نقاط روستایی مبتنی بر فعالیت های کشاورزی و دامی بوده است. 
وجود حدود ۱۰۵ هکتار زمین‌های کشاورزی که بصورت آبی کشت می‌شد پاسخگوی نیاز معیشتی حدود ۱۷۸ خانه‌دار با ۸۴۸ نفر جمعیت بوده است. اما روستای اسبچین در مقایسه با دیگر نقاط روستایی استان، وضعیت متفاوت‌تری داشته چرا که علاوه بر نرخ رشد طبیعی و رشد نکاحی بالا در روستا، هجوم سیل جمعیت مهاجران، گردشگران و توریست‌ها به این روستا و سکونت آنها در این روستا موجب رشد و افزایش بی رویه جمعیت این روستا شد.
چناچه از آمار برمیاید جمعیت این روستا بین دهه‌های ۴۵ تا ۵۵ و ۵۵ تا ۶۵ میزان رشد معادل ۵/۴ و ۲۷/۴ درصدی داشته و هم اکنون نیز میزان رشد آن سالانه بیش از ۵ درصد می‌باشد. با توجه به افزایش شدید گرایش به شهرنشینی و کاهش نرخ رشد بسیاری از روستاهای کشور، روستای اسبچین با ویژگی‌های منحصر بفرد همواره نرخ رشد مثبت داشته است.

## معنای کلمه اسبچین
در مورد این‌ که چرا این روستا اسبچین نام گرفته است گمانه‌زنی‌های مختلفی وجود دارد. هر کدام از احتمال‌های بررسی شده در مورد نام‌گذاری این روستا را که بررسی کنیم می‌توانیم از آن‌ها یک نتیجه واحد بگیریم. آن‌هم این‌که روستای اسبچین منطقه ای کهن و با سابقه تاریخی است که اصالت دیرینه دارد. ممکن است خوانش نام این روستا به اشکال اسبجین، اسپجین، اِسبچین و اشکال مختلف دیگری باشد که هر کدام معنی متفاوتی در خود دارند.
نام اسبچین مترادفی با نام اسفچین دارد که یکی از آبادانی‌های زنجان است. سید احمد کسروی در توضیح وجه تسمیه آبادی‌های ایران درباره این واژه نوشته است؛ " اگر این نام را با الف مکسوره بخوانیم جزء اول آنکه اِسپِه است و در فارسی باستان به معنای سگ است و البته این غیر از واژه ی اِسپه محلی است که کوتاه شده‌ی اسپید است".
باید یادآور شد؛ در زبان مادری نام سگ؛ «سپاکا» بود که بعدها به سوک و سپس به سگ تبدیل شد. گین و جین و چین پسوند مکان و مفهوم جایگاه را دارند. همچنین در ادامه آمده است؛ " اسبچین با الف مکسوره جایگاه سگ یا آبادی سگ معنی می‌شود و این نیز عجیب نیست زیرا چنانچه از اوستا برمیاید این جانور از دیرین زمان پیش آریایی‌ها معروف بود و آن خواری که امروز نزد مسلمانان دارد نزد آریائی ها نداشته است